# Directiva sobre els drets d'autor en el mercat únic digital
La Directiva sobre els drets d'autor en el mercat únic digital 2016/0280 (COD) és una directiva de la Unió Europea que forma part d'un paquet de legislació desenvolupat per harmonitzar els aspectes legals sobre els drets d’autor (copyright) que existeixen als estats membres de la UE per corroborar el Mercat Únic Digital a la Unió Europea. La Comissió d'Afers Jurídics del Parlament Europeu aprovà la proposta en primera instància el 20 de juny de 2018 i una versió revisada el 12 de setembre del 2018. La votació de la proposta final va ser el 13 de febrer del 2019, i s'aprovà definitivament el 26 de març del 2019.
El Consell Europeu descriu els seus objectius clau en termes de protecció de les publicacions de premsa, cercant reduir els beneficis fets per plataformes d'Internet i els creadors de contingut, fomentant la «col·laboració» entre aquests dos grups, i creant excepcions del copyright per a la mineria de dades. Les propostes específiques de la directiva inclouen donar drets d'autor directament a editors de premsa que cedeixen l'ús de les seves publicacions juntament amb plataformes d'Internet com les notícies en línia (Article 11) i llocs web que contenen principalment continguts enviats per usuaris que adoptin mesures «eficaces i proporcionades» per evitar usos desautoritzats de contingut protegit per drets d'autor o assumir la responsabilitat de les accions dels seus usuaris (Article 13). Com en totes les directives de la UE, tant les llicències com les excepcions s'hauran d'implementar Estat a Estat, donada la naturalesa d'aquestes, que no creen obligacions per als ciutadans, sinó envers els Estats membres.
Els articles 11 i 13 han rebut nombroses crítiques des de diversos sectors. L'article 11 s'ha criticat com un «impost d'enllaç» que exigiria que els llocs web «obtinguessin una llicència abans de connectar a notícies», i l’Article 13 com a «prohibició dels mems», en el sentit que les tecnologies usades per detectar coincidència de contingut no poden diferenciar el tracte just (fair dealing) de la paròdia o falsedat. Els qui són favorables a la directiva, en gran part grups de mitjans de comunicació, editors, i alguns creadors de contingut, rebutgen aquests arguments i declaren que s'està fent una «campanya de desinformació» per part de grups que inclouen Google.

## Història

### Procés legislatiu
La primera directiva de copyright es va adoptar l'abril del 2001. La proposta que ara es discuteix es va difondre inicialment el 14 de setembre de 2016 a la Comissió Europea, que té la iniciativa legislativa a la UE, després que el Parlament Europeu demanés tal proposta amb un informe de la seva pròpia iniciativa (anomenat Reda Report). La reforma de copyright de la UE va ser impulsada per l’EC l’any 2012 i portada a consulta el 2013; així com en la candidatura de Juncker, l’apel·lació de Kroes, la confirmació d’Oettinger i l’agenda digital intergrupal el 2014; i comunicacions d'EC el 2015.
El Consell del COREPER de la Unió Europea de 25 de maig de 2018 aprovava un text que hauria de continuar en negociacions a tres bandes amb el Parlament Europeu per arribar a un text final, sense el suport d'Alemanya, Finlàndia, els Països Baixos, Eslovènia, Bèlgica, i Hongria.
El 20 de juny de 2018, el Comitè del Parlament Europeu sobre Afers Legals aprovava canvis essencials a la llei de copyright europea, que ha de ser confirmada pel plenari del Parlament Europeu. El 5 de juliol la directiva va ser rebutjada pel Parlament (amb 278 vots positius i 318 en contra). La votació var anar precedida per una gran atenció mediàtica i quatre versions de les Viquipèdies van tancar el seu accés durant 36 hores com una forma de protesta (contra una proposta de llei que segons elles podria amenaçar-ne l'activitat).
El 12 de setembre de 2018, el Parlament Europeu va adoptar amb 428 vots a favor, 226 en contra i 39 abstencions les esmenes a la proposició de la directiva. Les esmenes inclouen les següents mesures o proposicions:
- Protecció per a les publicacions de premsa. Es proposa que la Directiva creï drets que donin la possibilitat als editors de premsa d'obtenir una remuneració proporcionada a l'ús digital de les seves publicacions per part dels proveïdors públics d'informació. Aquests drets no han d'impedir l'ús no comercial i/o privat de les publicacions periodístiques per usuaris individuals. Aquests drets tindran una vigència de 5 anys i no poden afectar l'ús d'hyperlinks que estiguin acompanyats per descripcions breus.
- Els Estats membres [de la UE] s'hauran d'assegurar que els autors de les publicacions periodístiques reben una part apropiada dels beneficis que aquestes generin.
- Els centres educatius i culturals haurien de quedar exempts del text proposat.

El 26 de febrer de 2019 s'aprova el text al Comitè de negociacions interinstitucionals i s'envia al Parlament.
El 26 de març de 2019 és la data prevista per al debat i votació de la directiva al Parlament Europeu.

## Contingut
El Consell d'Europa descriu els seus objectius clau com a publicacions de premsa que protegeixen, reduint el «buit de valor» entre els beneficis fets per plataformes d'internet i creadors de contingut, fomentant «col·laboració» entre aquests dos grups, i creant excepcions de copyright per a text i mineria de dades. Les propostes específiques de la directiva inclouen la cessió directa de copyright als editors de premsa sobre ús de les seves publicacions al costat de plataformes d'internet com agregats de notícies en línia (Article 11) i llocs web que exigeixen que principalment el contingut d'amfitrió enviat per usuaris per prendre «eficaç i proporcionat» fa per evitar destinacions desautoritzades de contingut protegit per drets d'autor o estar subjecte per accions dels seus usuaris (Article 13). Com amb totes les directives de la UE, tant les llicències com les excepcions hauran de ser implementades pels estats membres de la UE en els seus sistemes de dret intern.
Els objectius manifestats inclouen més accessos transfronterers per a la disponibilitat de continguts en línia, un millor funcionament del copyright al mercat, equilibrant els diners fets pels creadors del treball original i editors de llocs web que utilitzaven el contingut millorant la col·laboració entre aquells que creen contingut i els propietaris dels drets, depenent de proveïdors de plataformes en línia sobre contingut carregat per usuaris.

### Article 3
L'article 3 proposa una excepció de copyright per a la mineria de dades i text amb finalitat d’investigació científica. La versió de COREPER té les dues opcions: una d'obligatòria i una de facultativa.
Depenent de si admet l'estatus de domini públic de fets i informació, l'article 3 podria augmentar o les restriccions de disminució eren comparables a l'statu quo.

### Article 4
L'article 4 proposa una excepció obligatòria per a l'ús de treballs protegits per drets d'autor com a part d'«activitats d'ensenyament digitals i transfrontereres». Aquest article -quan fora implementat- aclariria que els establiments educatius poden fer ús no comercial de protegit per drets d'autor treballa per a propòsits il·lustratius.
Hi ha hagut preocupacions des del sector educatiu pel fet que l'excepció proposada a l'article 4 és massa restrictiva. Per exemple, el sector proposa ampliar l'abast d'«establiments educatius» per incloure institucions d'herència culturals. La part més discutida de l'article és 4(2), sota el qual l'excepció no seria efectiva si hi ha «llicències adequades» disponibles en el mercat.
La versió de COREPER ha tingut canvis per reflectir les discussions al sector d'educació, però encara inclou l'article discutit 4(2).

### Article 11
L'article 11 estén la Directiva de Copyright de 2001 per donar als editors copyright directe sobre «ús en línia de les seves publicacions de premsa pels proveïdors de servei en la societat de la informació». A l’actual llei de la UE els editors, en canvi, confien en els autors propietaris del copyright, els quals han de demostrar la propietat per a cada treball individualment.
La proposta adjunta unes quantes condicions noves al dret de còpia, incloent-hi venciment després d'un any i exempcions per no copiar una part «insubstancial» d'un treball o per copiar-lo durant una investigació acadèmica o científica. Es deriva del copyright auxiliar per a editors de premsa que s'introduïa a Alemanya el 2013. La publicació en premsa, «el propòsit del qual ha d'informar el públic general i que és periòdicament o regularment actualitzada», es distingeix de publicació acadèmica i científica (Disposició General 33).
Al memoràndum explicatiu, el Consell qualifica l’aplicació de drets existent per a l'ús en línia de publicacions de premsa com «complex i ineficaç» i crida particularment l'atenció cap a l'ús d'articles de notícies per «control d'agregadors o revisadors als mitjans de comunicació de notícies» amb propòsits comercials, i els problemes amb què s'encaren els editors de premsa concedint una llicència pel seu treball a tals serveis. Un estudi encarregat per la Comissió Europea, que analitzava l'aplicació de lleis similars a Alemanya i a Espanya, trobava que de fet els diaris es beneficiaven de l'exposició augmentada (i com a conseqüència, de l'ingrés afegit pel tràfic) que les plataformes d'agregació de notícies atreien els seus articles en línia, fixant-se que «els casos alemanys i espanyols mostren que la llei pot crear un dret», però que «les forces de mercat han valorat aquest dret a un preu nul».
Els professors i acadèmics han expressat preocupacions sobre que l'Article 11 «dificultarà el flux informatiu lliure», canviant la manera en la qual es distribueixen notícies.

### Article 13
L'Article 13 treu l'exempció «port segur» per violació de copyright donada als proveïdors de servei de compartir contingut en línia per la Directiva de Comerç Electrònic 2000, però llavors passa a afegir una exempció de responsabilitat per a aquells que posen «mesures eficaces i proporcionades» per «evitar la disponibilitat de treballs específics identificats pels propietaris dels drets d’autor», actuar «expeditivament» a treure'ls, i demostrar que «els seus millors esforços» s'havien fet per «evitar la seva disponibilitat futura».
Les altres exempcions de la proposta inclouen serveis que estan emmagatzemant contingut per a enciclopèdies en línia sense ànim de lucre, plataformes sense ànim de lucre per al desenvolupament de programari de codi font obert, i dipòsits educatius i científics sense ànim de lucre, així com serveis d'hostatge d'arxiu que admeten usuaris i/o negocis per carregar arxius per al seu propi ús, proveïdors d'Internet, i mercats al detall en línia. (Article 2(5)) L'article també dirigeix estats membre per considerar la mida del proveïdor, la quantitat de contingut carregat, i l'eficàcia de les mesures imposades «a la vista de desenvolupaments tecnològics».
L'article 13 ha enfrontat la crítica sobre la possibilitat que podrà crear un efecte de refredament sobre la facilitat en l'expressió en línia. Encara que l'esborrany de la directiva no fa referències explícites a tal aproximació, ha estat interpretat amb crítiques en exigir el filtratge proactiu en la càrrega per part de websites que manegen contingut presentat pels mateixos usuaris. Els crítics sostenen que aquest requisit només podria ser complert raonablement per sistemes automatitzats, com el «Content ID» de YouTube, que poden patir de deteccions positives falses i una incapacitat d'explicar limitacions del dret de còpia en tracte raonable i just. També s'ha suggerit que només les principals empreses de tecnologia als EUA tenien recursos suficients per desenvolupar tals sistemes de filtratge, i que seria difícil que les empreses més petites complissin els requisits amb els recursos propis, i la subcontractació del filtratge a proveïdors externs té implicacions en la intimitat.
L'acadèmic Felipe Romero-Moreno assenyalava preocupacions sobre el fet que l'Article 13 podria afectar el funcionament de xarxes socials. Hi ha preocupació sobre el fet que això podria afectar la distribució de mems d'Internet i uns altres tipus de remixos, de manera que l'Article 13 ha estat descrit per partidaris dels mems com un factor capaç de comportar una possible «prohibició dels mems».
Aquest article es va aprovar al Parlament Europeu el 12 de setembre del 2018. Des de l'aprovació de l'article el Parlament Europeu, la Comissió Europea i el Consell Europeu revisen la directiva. Entre febrer i març del 2019 el text final es presentarà a votació plenària a tots els diputats del Parlament Europeu.

### Article 15
L'article 15 té l’objectiu de permetre als autors augmentar la seva remuneració en alguns casos on és desproporcionadament baix. Els articles proposats 14-16, mentre més dèbil que els sistemes existents a molts estats membre, millorarien la posició de negociació d'autors i artistes.
Les associacions d'autors havien proposat un «mecanisme de reversió dels drets» que permetria anul·lar un acord de transferència de copyright que es demostri ser desfavorable.

### Altres articles
Uns altres termes de la proposta intenten aclarir la situació jurídica de certes activitats comunes per a biblioteques i de treballs orfes.
Les esmenes aprovades per alguns comitès de Parlament Europeu encararien assumptes sobre el domini públic i l’horitzó de llibertat.

## Posicionaments

### A favor
Donen suport a la directiva els editors, les distribuïdores de música principals, la societat d’autors, periodistes, bandes, autors, creadors i artistes. Ho veuen com un dels beneficis principals de les directives, que poden executar els seus drets existents també en contra dels grans proveïdors de plataformes en línia, sovint als EUA, els beneficis dels quals depenen del contingut carregat pels usuaris. Una campanya organitzada per l'Agrupació Europea de les Societats d'Autors i Compositors recollia més de 32.000 signatures de creadors, incloent-hi David Guetta, Ennio Morricone, Jean-Michel Jarre, la banda Air, músics com Paul McCartney i James Blunt, l’autor Philip Pullman (com cap de la Societat d’Autors), l’Associació Independent de Companyies de Música, i l'editorial alemanya Springer Verlag.
Els membres del Parlament Europeu en suport inclouen Axel Voss, que pensa que la crítica de la directiva és exagerada. Ell argumenta que l'Article 13 estava dissenyat principalment pensant en plataformes que monetitzen contingut sense una llicència, i que s'havia revisat per estrènyer el seu abast.
Un grup d’editorials denuncia que hi ha una «campanya de desinformació» feta per grups que inclouen Google, que gastava 5,5 milions d'euros a Europa durant 2016 fent pressió política i és entre els patrocinadors de l'Electronic Frontier Foundation, un altre adversari principal. Seguidors favorables avisen de la gran quantitat d’spambots inundant MEPs amb e-mails anticopyright que ja no poden fer la seva feina. Argumenten que els proveïdors de contingut amb una llicència com Spotify i Netflix estan també afectats negativament pel règim de copyright actual, que creuen que són beneficis portats als usuaris de plataformes com YouTube i Facebook.
Un article publicat al diari italià Corriere della Sera del 3 de juliol de 2018, sostenia que la directiva no afectarà enciclopèdies en línia sense ànim de lucre o uns altres llocs web no comercials.

### En contra

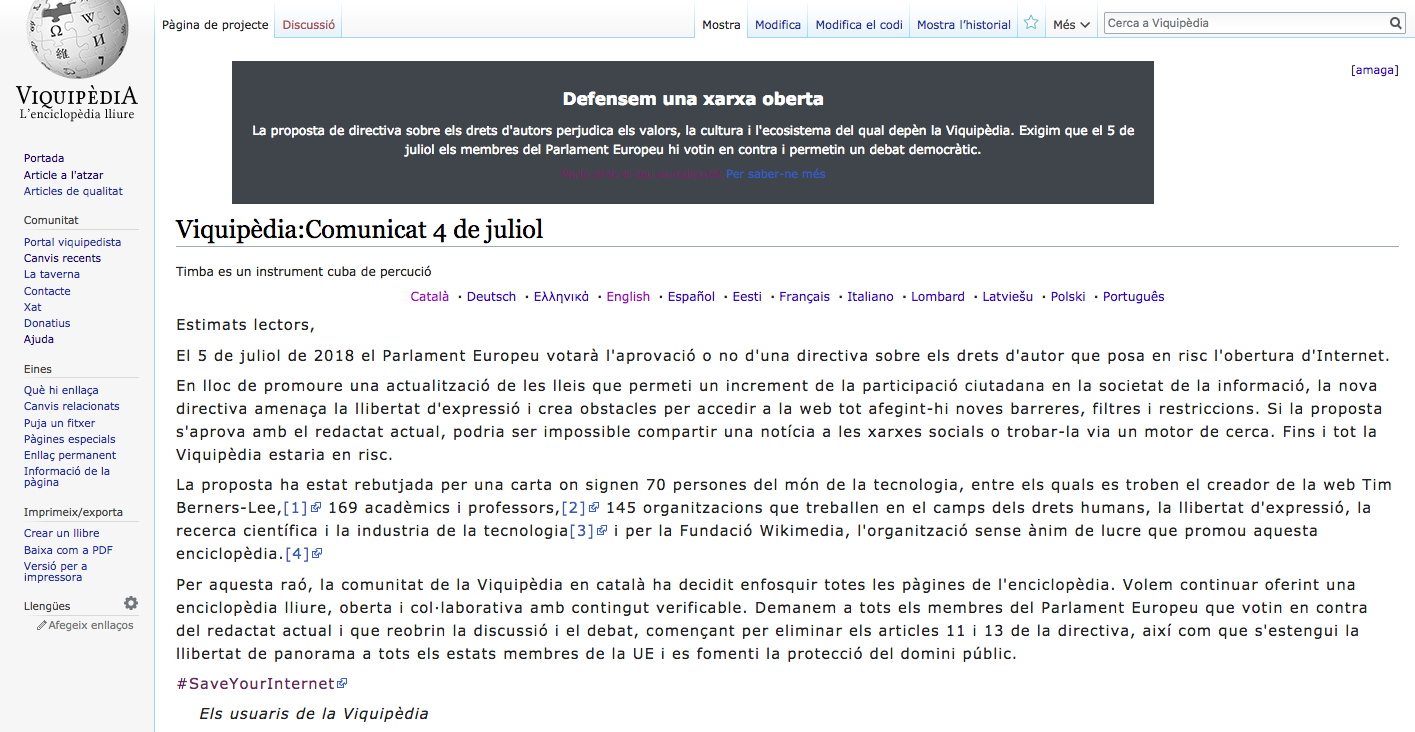
Viquipèdia en català el 4 de juliol 2018. Altres Viquipèdies tenen missatges anàlegs.

Els articles 11 i 13 de la Directiva s'han enfrontat amb una ampla crítica. Tenen l’oposició de més de 200 professors de més de 25 centres d’investigació, autors, periodistes, editors, agències de notícies, estudiants i professors de dret, experts en Internet, institucions, usuaris, organitzacions sobre drets civils, l'Oficina de l'Alt Comissariat de les Nacions Unides per a Drets, legisladors i d’estudis de la mateixa UE.
Els partidaris, radicats als EUA, critiquen Article 11 com un «impost d'enllaç» que exigiria que els editors de llocs web «obtinguessin una llicència abans de connectar amb notícies», i l’Article 13 com a «prohibició dels mems», basant-se en el fet que les tecnologies d'encaix de contingut contractades per satisfer els seus requisits no poden discernir un tracte honest d’una paròdia. Google, propietari de YouTube, també s'oposa a la directiva, i animava els seus acompanyants a fer-hi campanya.
S'ha posat en marxa el moviment #SaveYourInternet a les xarxes socials, sobretot a Twitter i YouTube. YouTube ha creat una plataforma de difusió del moviment que també procura informar les persones sobre l'Article 13 i quines conseqüències té tant per al públic com per als creadors. Existeixen també moltes altres pàgines amb aquest mateix objectiu, com per exemple saveyourinternet.eu o savetheinternet.info Arxivat 2018-12-09 a Wayback Machine.. Mitjançant el hashtag o etiqueta #SaveYourInternet, es fan vídeos informatius, comentaris, twits, paròdies, publicacions i fins i tot mems que critiquen l'aprovació de l'Article 13.
Altres partidaris, com la Coalició per la Creativitat del Copyright, reclamen que la vigència del copyright dura massa temps, les propostes són antiquades, que no creen gens d'harmonització i que es fa una aplicació disfuncional en les regles.
La crítica acadèmica ha pres un èmfasi diferent, amb preocupacions suscitades sobre l'eficàcia de l'impacte de l'Article 11 en els lectors de publicacions en línia, i de l'Article 13, que posa obligacions en proveïdors de servei que «beneficiaran grans jugadors». Els individus que s'han oposat públicament a la llei inclouen Tim Berners-Lee, creador del World Wide Web; Vint-Cerf, coinventor de la suite de protocol d'Internet, i Jimmy Wales, cofundador de Wikipedia, que exposa les preocupacions sobre els costos i l'eficàcia de filtres pera les càrregues, i els efectes negatius sobre el discurs en línia. Human Rights Watch i Reporters Sense Fronteres també van exposar preocupacions sobre l'efecte que tindrien sobre el discurs lliure.
Una petició de Change.org ha reunit més que 758.400 signatures des del 4 de juliol de 2018. Wikipedia començava una campanya contra la directiva uns quants dies abans del vot parlamentari.
Les crítiques a la proposta han estat publicades als principals diaris d’Àustria, de Dinamarca, d’Estònia, de Finlàndia, de França, d’Alemanya, d’Irlanda, d’Itàlia, dels Països Baixos, de Polònia, d’Espanya, d’Eslovàquia, de Suècia, del Regne Unit i de Catalunya.
El 26 d’abril de 2018, 145 organitzacions de les àrees de drets humans i digitals, llibertat de mitjans de comunicació, de publicació, biblioteques, centres d'ensenyament, desenvolupadors de programari, i proveïdors d'Internet signaven una carta que s'oposava a la legislació proposada. Alguns dels que s'hi oposaven incloïen l'Electronic Frontier Foundation, Creative Commons, European Digital Rights, el Max Planck Society, diversos chapters de Wikimedia i la Fundació Wikimedia, organització mare de la Viquipèdia.Plantilla:Secondary source needed La Wikipedia italiana, seguida després per altres incloent-hi la catalana i l'espanyola, l'estoniana, la letona, la polonesa, la francesa i la portuguesa, censurava a les seves pàgines per a lectors 3-4 juliol, mentre que la Wikipedia anglesa afegia una nota que demanava als seus lectors per contactar els seus representants al Parlament Europeu.
Un cert nombre de seguidors d’Open Science, incloent-hi Vanessa Proudman, així com l'organització Eurodoc, s'oposen a la legislació per tal com hi veuen l'efecte negatiu que tindria sobre les comunicacions. Aquests efectes negatius es creu que s'estendran al ResearchGate, un dipòsit d'articles d’investigació.
Els membres del Parlament Europeu que s'oposen als canvis inclouen Julia Reda, Heidi Hautala, i Dan Dalton. Julia Reda descriu els esforços que hi ha darrere la llei per part de companyies de mitjans de comunicació grans que intenten forçar «plataformes i motors de cerca a utilitzar les seves eines i pagar-ne l'ús». Partits que s'oposen la legislació inclouen el Partit Verd europeu.